# WebEdition
WebEdition ist ein freies Web-Content-Management-System (WCMS). Es ist ein Datei- und zugleich Datenbank-basiertes System und kann somit sowohl statische Inhalte performant ablegen als auch komplexe dynamische Inhalte bereitstellen.
WebEdition ist in der Skriptsprache PHP geschrieben, verwendet MySQL als Datenbank zur Datenspeicherung und beinhaltet neben dem Zend Framework auch ein darauf basierendes, eigenes Software Development Kit (SDK) zur Entwicklung von Erweiterungsmodulen. Das WebEdition SDK steht unter der GNU Lesser General Public License (LGPL).
WebEdition ist modular aufgebaut und kann dadurch anforderungsspezifisch im Funktionsumfang erweitert werden. Bereits nach der Installation finden sich viele Module, die für die individuelle Anpassbarkeit und zusätzliche Performance von WebEdition sorgen. Das modulare Systemdesign sorgt dabei für eine bessere Systemstabilität, mehr Sicherheit und bessere Wartung des Systems. Über das SDK lassen sich auch bereits vorhandene externe Anwendungen als we:Apps (z. B. phpMyAdmin) integrieren.
Bei der zukünftigen Entwicklung wird ein besonderer Fokus auf eine barrierearme Benutzeroberfläche gelegt. Mit dem WebEdition CMS sollen nicht nur barrierefreie Webseiten erstellt werden können, sondern bereits der Erstellungsprozess mit WebEdition barrierefrei werden.

## Geschichte
Entstanden ist das Web-CMS WebEdition ursprünglich bei der ASTARTE New Media AG im Jahr 2001. 2003 wurde WebEdition an eine Investorengruppe verkauft und unter der WebEdition Software GmbH weiterentwickelt. Im Jahr 2006 firmierte dann die WebEdition Software GmbH zur living-e AG um und entwickelte das CMS bis zur Version 5.1.2.5 kommerziell weiter. Im November 2008 stellt die living-e AG WebEdition in Version 6 unter der GPL-Lizenz (General Public Licence), bevor im Juni 2009 Weiterentwicklungen des CMS durch die living-e AG komplett eingestellt und alle Ressourcen an die Community übergeben wurden. Am 20. Februar 2010 wurde der webEdition e. V. durch 13 Personen in Berlin gegründet. Seither wird webEdition von ehemaligen Entwicklern und der Community weiter entwickelt.

## Verwendung
webEdition wird vor allem bei kleineren und mittelständischen Firmen aus allen Bereichen eingesetzt. Es wird geschätzt, dass webEdition weltweit mehr als 70.000 mal installiert und in Benutzung ist.
Entwickler können über sogenannte we:Tags auch ohne weitreichende Programmierkenntnisse leistungsfähige Seiten erstellen. Individuelle Funktionen und Klassen können per PHP in den Vorlagen eingebunden werden.
Redakteure nutzen den integrierten WYSIWYG-Editor zur Eingabe sowie Bearbeitung von Text- und Bildmaterial. Dabei werden keine Programmierkenntnisse vorausgesetzt. Über webEdition können ohne technisches Wissen auch Navigationsstrukturen verändert, komplexe Datenbanken gepflegt und Newsletter verschickt werden.
Im Gegensatz zu kommerzieller Software gibt es bei webEdition keinen Support durch den Hersteller bzw. Entwickler, dafür eine stetig wachsende Community, die sich gegenseitig bereichert und unterstützt (deutsch- und englischsprachiges Forum und Bugbase). Die Community und die Weiterentwicklung des CMS werden durch den 2010 gegründeten webEdition e. V. koordiniert und gesteuert.

## Funktion und Architektur
webEdition wird auf einem Webserver betrieben und von einem Webbrowser aus gesteuert. Hierfür ist außer einem kompatiblen Webbrowser keine weitere Software beim Redakteur erforderlich, nur der Webbrowser muss unterstützt werden: zum Beispiel Firefox oder aber auch der Internet Explorer.
webEdition besteht aus einem Frontend sowie aus einem Backend, das Frontend ist die Ansicht der Website-Besucher, im Backend werden Inhalte der Website durch Redakteure gepflegt. Die Ansicht im Backend kann dabei umfangreich auf den Redakteur zugeschnitten werden.

### Funktionsumfang
Das Datei- und Datenbank-basierte Content-Management-System webEdition bietet bereits in der Basisversion (ohne die vorhandenen Module) einen reichhaltigen Funktionsumfang. Neben einem integrierten WYSIWYG-Editor und Bildbearbeitung unterstützt webEdition die Erstellung und Pflege mehrsprachiger sowie barrierefreier Webseiten. Je nachdem, ob eine Seite dynamische Inhalte enthält, kann diese als dynamisches Skript oder als statische HTML-Seite gespeichert werden. Die leistungsfähige Template-Engine sorgt für die Darstellung der Seite im Backend sowie im Frontend. Neue Produktversionen werden über das integrierte Live-Update eingespielt. Alle in webEdition gepflegten Inhalte lassen sich mit der integrierten Backupfunktion sowohl über das Backend als auch über ein Kommandozeilen-Tool sichern. Die Basisversion lässt sich über folgende, ebenfalls als Open Source vorliegende, kostenlose Module erweitern:
Benutzerverwaltung
Steuerung der Zugriffsrechte auf webEdition und Zusatzmodule
Kundenverwaltung
Speicherung von Kundendaten zur Realisierung von geschützten Bereichen auf der Webseite, Speicherung von Newsletteranmeldungen und Speicherung von Bestellungen über das Shop-Modul
Newsletter
Verwaltung und Versand individuell gestalteter, optional personalisierter (HTML/Text-Newsletter)
Datenbank-/Objekt-Modul
klassen- und objektbasierte Speicherung von Inhalten, z. B. Produkte für das Shop-Modul, Newsmeldungen, Kommentare, Veranstaltungen etc.
Shop-Modul
Realisierung von kleinen Shops mit Anbindung einiger Bezahlsysteme
Voting-Modul
Umsetzung von Umfragen inkl. Auswertung und Exportmöglichkeit
Workflow-Modul
Realisieren von redaktionellen Arbeitsabläufen und Freigabeprozessen
To-Do/Messaging-Modul
Internes Messaging-System für Redakteure
Banner-Modul
Verwaltung von Werbebanner auf der Webseite inkl. Gewichtung der Banner-Rotation
Export-Modul
Export von Dokumenten, Vorlagen und Objekten anhand verschiedener Kriterien oder manuell
Scheduler-Modul
Zeitgesteuerte Aktivierung, Deaktivierung und Löschung von Inhalten
Editor-Plugin
Vorlagen und Dokumente lokal in einem externen Editor bearbeiten
Glossar
Pflege und Verwaltung eines „Wörterbuches“
Der Funktionsumfang von webEdition kann durch so genannte Custom we:Tags, welche die Ausgabe der Inhalte in den Templates steuern, individuell erweitert werden.
Daneben gibt es bereits vorgefertigte we:Tags zur Integration von Dritt-Anwendungen wie den Payment-Lösungen PayPal und Saferpay und bis zur Version 6 auch Web-Analytics-Software Econda.

## Entwicklung
| Hauptversion | Unterversion    | Veröffentlichung | Beschreibung                     |
| ------------ | --------------- | ---------------- | -------------------------------- |
| 8            | 8.0.0           | 05.12.2017       | Major-Update Release Notes       |
|              | 8.0.1           | 18.01.2018       | Bugfixes Release Notes           |
|              | 8.0.2           | 13.03.2018       | Bugfixes Release Notes           |
|              | 8.0.3           | 22.06.2018       | Bugfixes Release Notes           |
|              | 8.0.4           | 08.10.2018       | Bugfixes Release Notes           |
|              | 8.0.5           | 20.12.2018       | Bugfixes Release Notes           |
|              | 8.0.6           | 10.04.2019       | Bugfixes Release Notes           |
|              | 8.1.0 (Ahlberg) | 04.09.2019       | Bugfixes Release Notes           |
|              | 8.1.1           | 20.01.2020       | Bugfixes Release Notes           |
| 7            | 7.0             | 21.04.2016       | Major-Update Release Notes       |
|              | 7.0.1.0         | 14.07.2016       | Bugfixes Release Notes           |
|              | 7.0.2.0         | 11.08.2016       | Bugfixes Release Notes           |
|              | 7.0.3.0         | 07.02.2017       | Bugfixes Release Notes           |
|              | 7.0.4.0         | 15.09.2017       | Bugfixes Release Notes           |
| 6            |                 |                  |                                  |
|              | 6.0.0.1         | 11.11.2008       | Release Notes                    |
|              | 6.0.0.2         | 15.12.2008       | Release Notes                    |
|              | 6.0.0.3         | 26.01.2009       | Release Notes                    |
|              | 6.0.0.4         | 17.03.2009       | Release Notes                    |
|              | 6.0.0.5         | 14.04.2009       | Release Notes                    |
|              | 6.0.0.6         | 23.07.2009       | Release Notes                    |
|              | 6.0.0.7         | 14.12.2009       | Release Notes                    |
|              | 6.0.0.8         | 15.02.2010       | Sicherheitsupdate Release Notes  |
|              | 6.1.0.0         | 16.08.2010       | Release Notes                    |
|              | 6.1.0.1         | 05.09.2010       | Release Notes                    |
|              | 6.1.0.2         | 01.11.2010       | Sicherheitsupdate Release Notes  |
|              | 6.2.0.0         | 17.05.2011       | Release Notes                    |
|              | 6.2.1.0         | 20.06.2011       | Release Notes                    |
|              | 6.2.2.0         | 24.07.2011       | Release Notes                    |
|              | 6.2.3.0         | 23.09.2011       | Release Notes                    |
|              | 6.2.4.0         | 20.10.2011       | Release Notes                    |
|              | 6.2.5.0         | 01.11.2011       | Bugfixes Release Notes           |
|              | 6.2.6.0         | 21.12.2011       | Release Notes                    |
|              | 6.2.7.0         | 24.03.2012       | Release Notes                    |
|              | 6.3.0.0         | 25.04.2012       | Major-Update Release Notes       |
|              | 6.3.1.0         | 09.05.2012       | Bugfixes Release Notes           |
|              | 6.3.2.0         | 21.05.2012       | Bugfixes Release Notes           |
|              | 6.3.3.0         | 27.07.2012       | Bugfixes Release Notes           |
|              | 6.3.4.0         | 18.12.2012       | Bugfixes Release Notes           |
|              | 6.3.5.0         | 03.01.2013       | Bugfixes + TinyMCE Release Notes |
|              | 6.3.6.0         | 25.03.2013       | Bugfixes + TinyMCE Release Notes |
|              | 6.3.7.0         | 06.09.2013       | Bugfixes + Modules Release Notes |
|              | 6.3.8.0         | 19.11.2013       | Bugfixes + Modules Release Notes |
|              | 6.3.9.0         | 21.10.2014       | Bugfixes + Modules Release Notes |
|              | 6.4.0.0         | 15.01.2015       | Major-Update Release Notes       |

### Bücher
- Andreas Witt und Thomas Göbe: webEdition – CMS. eCommerce. Online-Marketing. Open Source Press, München 2012, ISBN 978-3-941841-79-6.

### Artikel & Magazine
- Andreas Witt und Thomas Göbe: Content Strategien mit dem CMS webEdition – Die Zentrale für Ihre Website. In: der webdesigner Nr. 04/2012, S. 30–33.
- Andreas Witt: eCommerce mit webEdition – Symbiose zwischen CMS und Shop-System. In: der webdesigner Nr. 05/2012, S. 32–37.